# خديجة عرفات
خديجة عرفات وتُعرف بلقب عجوز الثورة (تُوفيت في 11 أغسطس 2018)، هي شقيقة الرئيس الفلسطيني الراحل ياسر عرفات. عَملت خديجة على خدمة الشَعب الفلسطيني في الأردن ولبنان وسوريا ومصر، كما قامت بافتتاح جمعية لخدمة العائلات والأُسر المُحتاجة، حيثُ ترأست هذه الجمعية منذ وصولها إلى غزة عام 1994، حيثُ أقامت فترة طويلة هُناك ثُم خرجت للعلاج في القاهرة.
في لقاءٍ صحفيٍ لها عام 2013 في ذكرى استشهاد ياسر عرفات ذَكرت خديجة لحظاتٍ من حياتها مع شقيقها ياسر عرفات، حيثُ قالت: «توفيت أمي في بداية حياتنا وتركتنا أطفال، ثم قام خالي بتولي تربيتنا وقام بالرحيل من القاهرة إلى القدس حيث منازلنا وبيوتنا وأراضينا، ثم كبرنا وترعرعنا هناك بين أفراد العائلة وعائلة أبو السعود»، وقالت: «منذ ولادة أبو عمار كان يُقارع الاحتلال، وحين كان عمره 4 أعوام كان يأخذ أطفال الحارة ويجمعوا الحصى والحجارة من المسجد الأقصى ويسقطوها على رؤوس المصلين اليهود في حائط المبكى، وما زال جميع من عاصر هذه اللحظات من أصدقائه يتذكر هذه اللحظات».
يُطلق عليها لقب «عجوز الثورة»؛ لدورها البارز في تاريخ النضال الفلسطيني.

## وفاتها
تُوفيت في القاهرة في 11 أغسطس 2018، عن عمرٍ يناهز 86 عامًا.